# Limenitis purpurascens
Limenitis purpurascens är en fjärilsart som beskrevs av Robert Christopher Tytler 1915. Limenitis purpurascens ingår i släktet Limenitis och familjen praktfjärilar. Inga underarter finns listade i Catalogue of Life.